# بانک دی‌وی‌بی
بانک دی‌وی‌بی (انگلیسی: DVB Bank) شرکت خدمات مالی و بانکداری آلمانی است، که در سال ۱۹۲۳ تأسیس شد.